# Григорий
Григо́рий — мужское русское личное имя греческого происхождения; восходит к др.-греч. γρηγορέω («грегорео») — «бодрствую». Григорий — одно из немногих собственно христианских имён, появившееся в эпоху становления христианства; имя метафорически сопоставлялось с личными качествами идеального христианина.
В христианском именослове имя Григорий соотносится со многими святыми, но прежде всего со святителем Григорием Чудотворцем (III век) — вероятно, первым носителем этого имени. Среди других наиболее почитаемых раннехристианских святых с именем Григорий — Григорий Просветитель (первый католикос всех армян, III век), Григорий Назианзин Старший и его сын Григорий Богослов, Григорий Нисский (IV век) а также папа римский Григорий I (Григорий Двоеслов, VI век). Высокий религиозно-исторический статус имени обусловил его частое употребление в церковных кругах, как в католической, так и в православной традиции: носителями имени были 16 римских пап и 7 константинопольских патриархов.
На Руси имя Григорий традиционно относилось к частым именам, о чём свидетельствуют патронимные фамилии, образованные от различных форм имени: Григорьев, Гришин, Гришечкин, Гришаев и др. В конце XIX века имя Григорий входило в число наиболее распространённых мужских имён. На протяжении XX века в России динамика частотности этого имени показывала снижение: по данным А. В. Суперанской и А. В. Сусловой, по Ленинграду имя Григорий имело частотность 17 ‰ в начале 1930-х годов и только 3 ‰ — в конце 1980-х годов. Однако в 2003 году в целом по России имя оказалось на десятом месте по частотности среди имён новорождённых мальчиков.

## Именины
- Православие[2] (даты даны по новому стилю):
  - 1 января, 14 января, 18 января, 21 января, 23 января
  - 1 февраля, 7 февраля, 12 февраля, 23 февраля
  - 17 марта, 25 марта
  - 15 апреля, 19 апреля, 23 апреля
  - 3 мая
  - 6 июня, 28 июня
  - 12 июля
  - 1 августа, 21 августа, 22 августа, 25 августа
  - 10 сентября, 12 сентября, 20 сентября, 22 сентября, 28 сентября, 29 сентября
  - 11 октября, 13 октября, 14 октября
  - 18 ноября, 20 ноября, 27 ноября, 30 ноября
  - 3 декабря, 6 декабря, 7 декабря, 11 декабря, 20 декабря

## Иноязычные эквиваленты
- англ. Gregory[3][4]
- бел. Рыгор[5]
- болг. Григор[5]
- венг. Gergely
- др.-греч. Γρηγόριος, Γρηγόρας[5]
- исп. Gregorio[3]
- итал. Gregorio[3][4]
- лат. Gregorius[3][4]
- нем. Gregor, Gregorius[3][4]
- пол. Grzegorz[5]
- рум. Grigore[3]
- серб. Григорије / Grigorije
- словац. Gregor[5]
- словен. Gregorij[5]
- ст.‑слав. Григории, Григоръ[6]
- укр. Григорій[5]
- фр. Grégoire[3][4]
- чеш. Řehoř[5]